# Facoquer
El facoquer (Phacochoerus aethiopicus) és una espècie d'artiodàctil de la família dels súids. Viu a Kenya i Somàlia, també als Parcs de Tanzània i possiblement també a Djibouti, Eritrea i Etiòpia. Aquesta és la distribució de la subespècie vivent, coneguda vulgarment com a facoquer de Somàlia (Phacochoerus aethiopicus delamerei). Una altra subespècie, coneguda vulgarment com a facoquer del Cap (Phacochoerus a. aethiopicus), està actualment extinta, però abans vivia a Sud-àfrica.
Els facoquers es caracteritzen per tenir cap gros, cos en forma de barril i la presència de berrugues a la cara, cosa que els val el seu nom en anglès, "warthog" ("senglar berrugós").

## Distribució geogràfica
Habita l'Àfrica, al sud del Sàhara. Prefereix les sabanes àrides i humides, evitant deserts, boscos i muntanyes. Al contrari que els altres súids, els Phacochoerus toleren bé l'aridesa i les temperatures elevades.

## Característiques i comportament
Els facoquers tenen un cap gros amb berrugues característiques, distribuïdes en parells. Els ulls, situats a la part alta del cap, serveixen per a vigilar els possibles depredadors, com el lleó o el lleopard. El musell és llarg i està acompanyat de dos parells d'ullals, que s'usen per a excavar i per a defensar-se. El cos és gran i les potes curtes. Tot i això, és bon corredor. Té una cua raonablement llarga, que manté en posició erecta mentre trota. Un facoquer adult pesa entre 50 i 100 kg. L'alçada a la creu està al voltant dels 75 cm.
Els facoquers s'alimenten de pastura o d'arrels, bulbs i tubercles que excaven amb el musell, recolzats sobre els seus membres anteriors.
Els mascles es disputen les femelles en combats violents. La gestació dels facoquers és de 175 dies, després dels quals neixen usualment 4 garrins, que són deslletats al cap de dos mesos. Les cries romanen al costat de la mare fins al part següent.
Com tots els porcs, utilitza el fang per a refrescar-se i protegir-se de paràsits i d'insectes. Viuen en petits nuclis familiars compostos per una femella i les seves cries. Els mascles viuen sols. Tot i ser bons caçadors, els facoquers no construeixen els seus propis caus: s'estimen més viure en els que són abandonats per altres animals, com l'oricterop.

## Curiositats
Un facoquer famós és en Pumba, personatge de la pel·lícula The Lion King de Walt Disney.